# FA Cup 1999-2000
La FA Cup 1999-2000 è stata la centodiciannovesima edizione della competizione calcistica più antica del mondo. È stata vinta dal Chelsea contro l'Aston Villa nell'ultima finale di Fa Cup disputata al vecchio Wembley Stadium.
Il Manchester United, campione in carica, non ha preso parte alla competizione per partecipare al Campionato mondiale per club FIFA 2000

## Calendario
| Turno                     | Data              | Partite | Squadre   | Premio     |
| ------------------------- | ----------------- | ------- | --------- | ---------- |
| Turno Extrapreliminare    | 21 agosto 1999    | 166     | 558 → 392 | £1,000     |
| Primo Turno Preliminare   | 4 settembre 1999  | 116     | 392 → 276 | £2,250     |
| Secondo Turno Preliminare | 18 settembre 1999 | 80      | 276 → 196 | £3,750     |
| Terzo Turno Preliminare   | 2 ottobre 1999    | 40      | 196 → 156 | £5,000     |
| Quarto Turno Preliminare  | 16 ottobre 1999   | 32      | 156 → 124 | £10,000    |
| Primo Turno               | 30 ottobre 1999   | 40      | 124 → 84  | £16,000    |
| Secondo Turno             | 19 novembre 1999  | 20      | 84 → 64   | £24,000    |
| Terzo Turno               | 11 dicembre 1999  | 32      | 64 → 32   | £40,000    |
| Quarto Turno              | 8 gennaio 2000    | 16      | 32 → 16   | £60,000    |
| Quinto Turno              | 29 gennaio 2000   | 8       | 16 → 8    | £120,000   |
| Sesto Turno               | 19 febbraio 2000  | 4       | 8 → 4     | £300,000   |
| Semifinali                | 2 aprile 2000     | 2       | 4 → 2     | £900,000   |
| Finale                    | 20 May 2000       | 1       | 2 → 1     | £1,000,000 |

## Terzo Turno
| Squadra 1         | Risultato | Squadra 2          |
| ----------------- | --------- | ------------------ |
| 10 dicembre 1999  |           |                    |
| Cambridge Utd     | 2 - 0     | Crystal Palace     |
| Nottingham Forest | 1 - 1     | Oxford Utd         |
| 11 dicembre 1999  |           |                    |
| Aston Villa       | 2 - 1     | Darlington         |
| Charlton          | 2 - 1     | Swindon Town       |
| Crewe Alexandra   | 1 - 2     | Bradford City      |
| Exeter City       | 0 - 0     | Everton            |
| Derby County      | 0 - 1     | Burnley            |
| Fulham            | 2 - 2     | Luton Town         |
| Hereford Utd      | 0 - 0     | Leicester City     |
| Hull City         | 1 - 6     | Chelsea            |
| Norwich City      | 1 - 3     | Coventry City      |
| Preston N.E.      | 2 - 1     | Oldham Athletic    |
| QPR               | 1 - 1     | Torquay Utd        |
| Reading           | 1 - 1     | Plymouth           |
| Sheffield Weds    | 1 - 0     | Bristol City       |
| Sunderland        | 1 - 0     | Portsmouth         |
| Tranmere          | 1 - 0     | West Ham Utd       |
| Walsall           | 1 - 1     | Gillingham         |
| Watford           | 0 - 1     | Birmingham City    |
| West Bromwich     | 2 - 2     | Blackburn          |
| Wigan             | 0 - 1     | Wolverhampton      |
| Wimbledon FC      | 1 - 0     | Barnsley           |
| Wrexham           | 2 - 1     | Middlesbrough      |
| 12 dicembre 1999  |           |                    |
| Chester City      | 1 - 4     | Manchester City    |
| Huddersfield Town | 0 - 2     | Liverpool          |
| Leeds Utd         | 2 - 0     | Port Vale          |
| Sheffield Utd     | 1 - 1     | Rushden & Diamonds |
| Tottenham         | 1 - 1     | Newcastle Utd      |
| 13 dicembre 1999  |           |                    |
| Arsenal           | 3 - 1     | Blackpool          |
| Ipswich Town      | 0 - 1     | Southampton        |
| 21 dicembre 1999  |           |                    |
| Bolton            | 2 - 1     | Cardiff City       |

### Replay
| Squadra 1          | Risultato       | Squadra 2         |
| ------------------ | --------------- | ----------------- |
| 21 dicembre 1999   |                 |                   |
| Everton            | 1 - 0           | Exeter City       |
| Luton Town         | 0 - 3           | Fulham            |
| Torquay Utd        | 2 - 3           | QPR               |
| Plymouth           | 1 - 0           | Reading           |
| Rushden & Diamonds | 1 - 1 (5-6 dcr) | Sheffield Utd     |
| 22 dicembre 1999   |                 |                   |
| Leicester City     | 2 - 1 (dts)     | Hereford Utd      |
| Newcastle Utd      | 6 - 1           | Tottenham         |
| Blackburn          | 2 - 1 (dts)     | West Bromwich     |
| 8 gennaio 2000     |                 |                   |
| Oxford Utd         | 1 - 3           | Nottingham Forest |
| Gillingham         | 2 - 1 (dts)     | Walsall           |

## Quarto Turno
| Squadra 1       | Risultato | Squadra 2         |
| --------------- | --------- | ----------------- |
| 8 gennaio 2000  |           |                   |
| Aston Villa     | 0 - 1     | Southampton       |
| Sheffield Weds  | 1 - 1     | Wolverhampton     |
| Grimsby Town    | 0 - 2     | Bolton            |
| Everton         | 2 - 0     | Birmingham City   |
| Wrexham         | 1 - 2     | Cambridge Utd     |
| Tranmere        | 1 - 0     | Sunderland        |
| Newcastle Utd   | 4 - 1     | Sheffield Utd     |
| Manchester City | 2 - 5     | Leeds Utd         |
| Fulham          | 3 - 0     | Wimbledon FC      |
| Coventry City   | 3 - 0     | Burnley           |
| Plymouth        | 0 - 3     | Preston N.E.      |
| Charlton        | 2 - 0     | QPR               |
| 9 gennaio 2000  |           |                   |
| Arsenal         | 0 - 0     | Leicester City    |
| 10 gennaio 2000 |           |                   |
| Liverpool       | 0 - 1     | Blackburn         |
| 11 gennaio 2000 |           |                   |
| Gillingham      | 3 - 1     | Bradford City     |
| 19 gennaio 2000 |           |                   |
| Chelsea         | 2 - 0     | Nottingham Forest |

### Replay
| Squadra 1       | Risultato       | Squadra 2      |
| --------------- | --------------- | -------------- |
| 19 gennaio 2000 |                 |                |
| Wolverhampton   | 0 - 0 (3-4 dcr) | Sheffield Weds |
| Leicester City  | 0 - 0 (6-5 dcr) | Arsenal        |

## Quinto Turno
| Squadra 1       | Risultato | Squadra 2      |
| --------------- | --------- | -------------- |
| 29 gennaio 2000 |           |                |
| Gillingham      | 3 - 1     | Sheffield Weds |
| Everton         | 2 - 0     | Preston N.E.   |
| Fulham          | 1 - 2     | Tranmere       |
| Coventry City   | 2 - 3     | Charlton       |
| Cambridge Utd   | 1 - 3     | Bolton         |
| 30 gennaio 2000 |           |                |
| Aston Villa     | 3 - 2     | Leeds Utd      |
| Chelsea         | 2 - 1     | Leicester City |
| 31 gennaio 2000 |           |                |
| Blackburn       | 1 - 2     | Newcastle Utd  |

## Sesto Turno
| Squadra 1        | Risultato | Squadra 2     |
| ---------------- | --------- | ------------- |
| 19 febbraio 2000 |           |               |
| Bolton           | 1 - 0     | Charlton      |
| 20 febbraio 2000 |           |               |
| Everton          | 1 - 2     | Aston Villa   |
| Tranmere         | 2 - 3     | Newcastle Utd |
| Chelsea          | 5 - 0     | Gillingham    |

## Semifinale
| Squadra 1     | Risultato       | Squadra 2     |
| ------------- | --------------- | ------------- |
| 2 aprile 2000 |                 |               |
| Aston Villa   | 0 - 0 (4-1 dcr) | Bolton        |
| 9 aprile 2000 |                 |               |
| Chelsea       | 2 - 1           | Newcastle Utd |

## Finale
| Arbitro: | Graham Poll (Tring) |

|               |           |  |
| Di Matteo 73’ | Marcatori |  |

| Chelsea | Aston Villa |

|                 |    |                    |             |     |
|                 |    |                    |             |     |
| P               | 1  | Ed de Goey         |             |     |
| TD              | 15 | Mario Melchiot     | 18’         |     |
| D               | 6  | Marcel Desailly    |             |     |
| D               | 5  | Frank Lebœuf       |             |     |
| TS              | 3  | Celestine Babayaro |             |     |
| C               | 8  | Gustavo Poyet      | Ammonizione |     |
| C               | 11 | Dennis Wise (c)    | 28’         |     |
| C               | 7  | Didier Deschamps   |             |     |
| C               | 16 | Roberto Di Matteo  |             |     |
| A               | 25 | Gianfranco Zola    |             | 89’ |
| A               | 31 | George Weah        |             | 88’ |
| Sostituzioni:   |    |                    |             |     |
| P               | 23 | Carlo Cudicini     |             |     |
| D               | 26 | John Terry         |             |     |
| C               | 34 | Jon Harley         |             |     |
| C               | 20 | Jody Morris        |             | 89’ |
| A               | 19 | Tore André Flo     |             | 88’ |
| Allenatore:     |    |                    |             |     |
| Gianluca Vialli |    |                    |             |     |

|               |    |                      |             |     |
|               |    |                      |             |     |
| P             | 1  | David James          |             |     |
| D             | 24 | Mark Delaney         |             |     |
| D             | 5  | Ugo Ehiogu           |             |     |
| D             | 4  | Gareth Southgate (c) |             |     |
| D             | 15 | Gareth Barry         | 16’         |     |
| D             | 3  | Alan Wright          |             | 88’ |
| C             | 6  | George Boateng       | Ammonizione |     |
| C             | 10 | Paul Merson          |             |     |
| C             | 7  | Ian Taylor           |             | 79’ |
| C             | 18 | Benito Carbone       |             | 79’ |
| A             | 9  | Dion Dublin          |             |     |
| Sostituzioni: |    |                      |             |     |
| P             | 39 | Peter Enckelman      |             |     |
| D             | 31 | Jlloyd Samuel        |             |     |
| C             | 26 | Steve Stone          |             | 79’ |
| A             | 12 | Julian Joachim       |             | 79’ |
| A             | 17 | Lee Hendrie          |             | 88’ |
| Allenatore:   |    |                      |             |     |
| John Gregory  |    |                      |             |     |